# Дёйфкен (яхта, 1601)

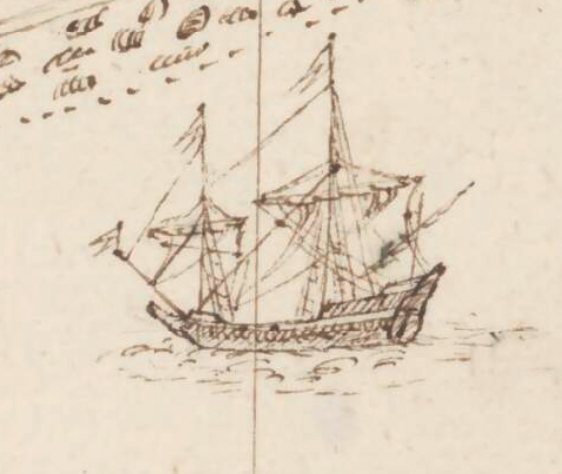
Яхта «Дёйфкен»

«Дёйфкен» (нидерл. Duyfken — «маленький голубь») — небольшая яхта (пинас) тоннажом 50 т. Первое европейское судно, совершившие зарегистрированную высадку на побережье Австралии.
Хотя чертежей «Дёйфкена» не сохранилось и детали его облика неизвестны, австралийцы в 1999 году построили парусник, который выдается ими за точную копию «Дёйфкена».

## Название
Известно 7 судов под названием «Дёйфкен» (Duyfken — «маленький голубь») и «Дёйф» (Duif — «голубь»), принимавших участие в голландских экспедициях в Ост-Индию в конце XVI века, XVII и XVIII веках. Такое название небольшого судна, которое сопровождало флот более крупных грузовых судов, является либо аллюзией к библейскому голубю Ноя (Бытие. 8:8—12), либо на использование в качестве перевозчика почты, похожего на почтового голубя. Долгое время считалось, что «Дёйфкен», достигший берегов Австралии, и «Дёйфкен» первой голландской экспедиции в Ост-Индию, организованной в 1595 году, были одним и тем же судном.

## Служба

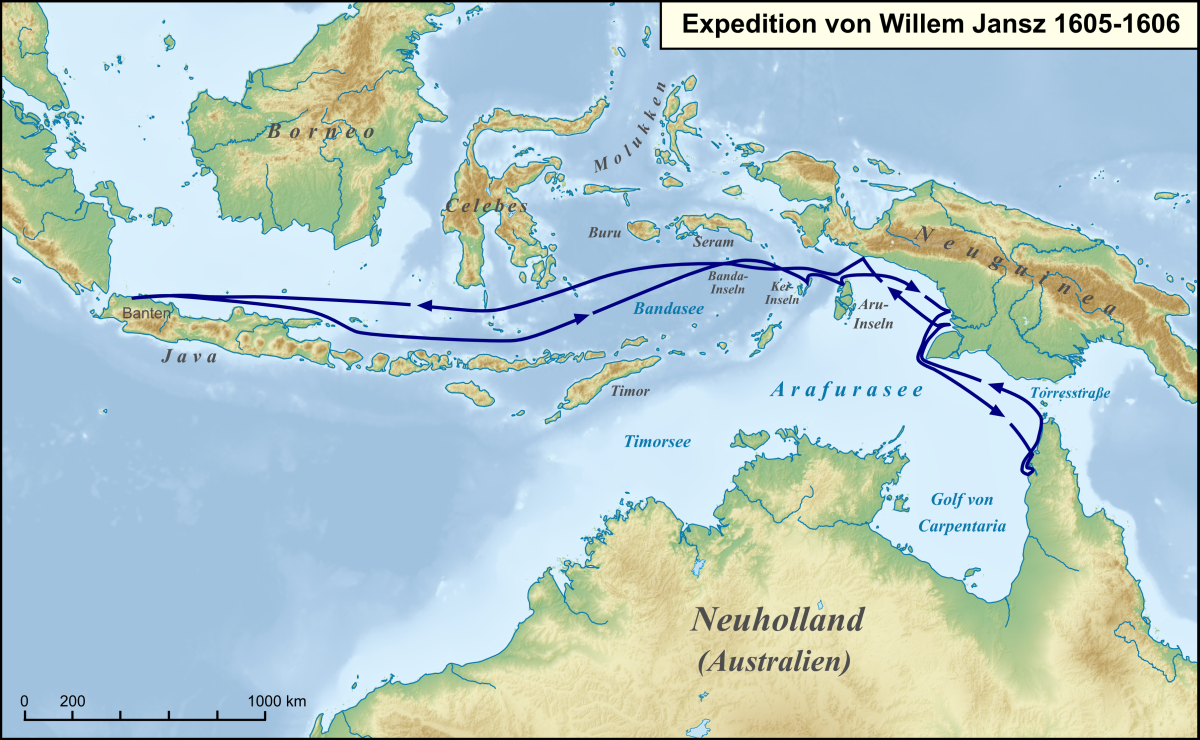
Путь экспедиции Виллема Янсзона (1605—1606)

23 апреля 1601 года яхта «Дёйфкен» под командованием капитана Виллема Корнелиса Схаутена в составе флота под командованием Волферта Харменса отправилась из Тексела в Голландии. Капитан «Дёйфкена» Виллем Схаутен позднее вместе с Якобом Лемером обогнёт мыс Горн. 26 декабря 1601 года флот достиг порта Бантам на острове Ява, блокированного португальским флотом под командованием Андре Фуртадо де Мендонсы. 27 декабря пять голландских судов вступили в бой с 8 португальскими галеонами и 22 галерами. Голландцы прорвали блокаду, а вместе с ней и господство португальцев и испанцев в торговле пряностями в Европе.
25 августа 1602 года яхта «Дёйфкен» под командованием капитана Виллема Корнелиса Схаутена вышла из Бантама и 17 февраля 1603 года прибыла в голландский порт Флиссинген, на два месяца раньше более крупных кораблей.
18 декабря 1603 года яхта «Дёйфкен» под командованием капитана Виллема Янсзона вышла из Тексела в составе флота из двенадцати судов под общим командованием адмирала Стивена ван дер Хагена. Прежде чем достичь Бантама, флот захватил два португальских судна в Мозамбикском проливе. 11 декабря 1604 года флот достиг Бантама.
В 1605 году «Дёйфкен» был частью флота под общим командованием адмирала Стивена ван дер Хагена, который отбил у португальцев форт «Крепость Дальняя» (Kasteel van Verre) на острове Амбон.
В 1606 году Виллем Янсзон, следуя указаниям Голландской Ост-Индской компании, которая отправила его искать торговые возможности и проход в Тихий океан, направил «Дёйфкен» на юго-восток от Бантама вдоль южного побережья острова Новая Гвинея и в воды залива Карпентария на севере штата Квинсленд, на северной оконечности Австралии. Яхта «Дёйфкен» первым из европейских судов совершила высадку на побережье Австралии в устье реки Пеннефатер, на западном берегу полуострова Кейп-Йорк в северной части штата Квинсленд, в районе современного города Уэйпа. Перед возвращением домой Янсзон нанес на карту около 320 км (по другим данным около 300 км) береговой линии, тем самым положив начало голландскому картографированию Австралии, хотя он думал, что наносит на карту часть острова Новая Гвинея.
В июне 1608 года «Дёйфкен» сопровождал флот под командованием Паулуса ван Кардена, отправленный на захват испанской крепости на вулканическом острове Макиан. Во время длившегося около пяти часов боя с тремя испанскими галерами «Дёйфкен» получил повреждения и посажен на риф у острова Тернате для ремонта. «Дёйфкен» получил дополнительные повреждения, когда его перевернули на бок и был объявлен неремонтнопригодным.

## Реплика
Идея постройки реплики знаменитого барка «Дейфкен» возникла в 1993 году. Автором и организатором проекта по сбору средств и воплощению проекта в жизнь был Майкл Дж. Кэйлис (Michael G Kailis). Вместе с ним, историк Майкл Янг (Michael Young) и председатель Фонда Дёйфкен Чарли Велкер (Charlie Welker) начали кампанию по сбору средств. Было собрано около 3,7 млн долларов, благодаря чему постройка стала возможной и была закончена в 2000 году. Соблюдая историческую достоверность, для постройки была заказа древесина дуба из Латвии, концы и паруса из льна и конопли. Примечательно, что и технология постройки судна «plank-first» была идентична той, по которой в 1595 году был построен оригинальный барк «Дёйфкен». Ее суть заключалась в том, что судно строится без набора шпангоутов, определяющих будущую форму судна. Для ее формирования используется внешняя обшивка из досок подвергнутых тепловой обработке, которые позже укрепляют изнутри поперечным набором.
Корпус реплики «Дёйфкен» был спущен на воду 24 января 1999 года в городе Фримантл, Западная Австралия, а 10 июля 1999 года судно было готово к плаванью. Вплоть до начал 2000 года, барк готовился к первой экспедиции, а также осуществлялся подбор экипажа, способного управлять парусным судном. В первое плаванье, 8 апреля 2000 года, барк «Дёйфкен» вышел под командованием капитана Гарри Вилсона (англ. Gary Wilson) и восемнадцати моряков из Западной Австралии, Южной Австралии и Нового Южного Уэльса, а также два историка, морской биолог, два художника, индонезийский и голландский переводчики и съемочная группа из Сиднея. Маршрут пролегал к Индонезии и Папуа-Новой Гвинеи и обратно в Австралию.